# Orestias micrantha
Espèce
Orestias micrantha Summerh. est une espèce d'Orchidées du genre Orestias, présente en Afrique centrale.

## Description
C'est une herbe dont les pseudobulbes peuvent atteindre 6,5 cm de longueur.

## Distribution
Très répandue à São Tomé, l'espèce n'est connue que deux collections au Cameroun (Ekok près d'Ebolowa, et Bipindi, dans la Région du Sud), où elle n'a plus été récoltée depuis 1911.